# Мікроформат
Мікроформа́т (англ. microformat) — метод кодування метаданих, розроблений для застосування в WWW з максимально можливим використанням вже існуючих засобів мов розмітки XHTML та HTML
. Це дозволяє автоматичну обробку автоматичними аналізаторами даних, призначених для перегляду людиною (географічні координати, контактна інформація тощо).
Можливість автоматичного аналізу вмісту інтернет-сторінок вже доступна, однак існуючі мови розмітки не дозволяють описати значення даних. Мікроформати призначені покрити цю прогалину шляхом додавання семантичної інформації, що усуне потребу в складніших методах, таких як комп'ютерний аналіз природної мови тощо. Використання та обробка мікроформатів дозволяє індексувати, шукати, зберігати та посилатись на закодовані дані, а інформація може бути використана повторно або поєднана з іншими даними.
Існуючі мікроформати дозволяють кодування та виявлення інформації про події, контактні дані, соціальні зв'язки і так далі. В розробці перебувають нові формати. Очікується, що 3 версія Firefox, а також 8 версія Internet Explorer матимуть вбудовану підтримку мікроформатів.

## Існуючі мікроформати
Було розроблено ряд мікроформатів для семантичної розмітки окремих видів інформації.
- hAtom — розмітка стрічок новин Atom в стандартному HTML
- hCalendar — інформація про події
- hCard — контактна інформація; включає:

- adr — для визначення поштової адреси
- geo — для географічних координат

- hNews — новини
- hProduct — продукти
- hResume — резюме або CV
- hReview — для оглядів та рецензій
- hTrademark — для торгових марок
- rel-directory — для створення та включення розподілених каталогів[6]
- rel-enclosure — для включення мультимедіа-додатків до вебсторінок[7]
- rel-license — авторські права, ліцензії license[8]
- rel-nofollow, спроба знеохотити спам від третіх сторін.
- rel-tag — для розподіленого тегування (фолксономія)[9]
- xFolk — для посилань з тегами
- XHTML Friends Network (XFN) — для соціальних зв'язків
- XOXO — для списків та переліків

### Мікроформати в розробці
Серед запропонованих мікроформатів в активній розробці знаходяться такі:
- hAudio — для аудіофайлів та посилань на випущені записи
- hRecipe[11]
- citation — для цитувань та посилань
- currency — для сум грошей
- figure — для зв'язування підписів до зображень[12]
- geo extensions — для позначення координат на Марсі, Місяці та інших небесних тілах; для висоти; списки опорних точок шляху або границі
- species — для назв живих істот.
- measure — фізичні величини, структуровані значення.[13]